# 경주초등학교 화천분교
경주초등학교 화천분교는 대한민국 경상북도 경주시에 있었던 공립 초등학교이다. 
2026년 경주역세권에서 개교하는 새로운 학교는 폐교가 완료된 구 화천초, 화천분교와  위치와 역사 모두 무관한 새학교이다

## 학교 연혁
- 1937년 5월 26일 화천사설학설강습소 인가
- 1949년 10월 5일 모량공립국민학교 화천분교장으로 개편
- 1962년 7월 28일 화천국민학교 승격 인가
- 1963년 3월 24일 화천국민학교로 개교
- 1996년 3월 1일 화천초등학교로 개칭
- 1999년 9월 1일 경주초등학교 화천분교로 편입
- 2010년 3월 1일 폐교 및 경주초등학교 본교로 통폐합
- 이 문서의 학교는 폐교가 완료되었으므로 2026년 개교하는 경주역세권의 학교는 이 문서의 학교와는 무관한 신설학교입니다